# Jimmy Hayes (Eishockeyspieler)
James Ryan „Jimmy“ Hayes (* 21. November 1989 in Boston, Massachusetts; † 23. August 2021 in Milton, Massachusetts) war ein US-amerikanischer Eishockeyspieler. Der rechte Flügelstürmer bestritt zwischen 2011 und 2018 über 300 Partien für vier Teams in der National Hockey League (NHL). Sein jüngerer Bruder Kevin ist und seine Cousins Tom Fitzgerald und Keith Tkachuk waren ebenfalls professionelle Eishockeyspieler.

## Karriere

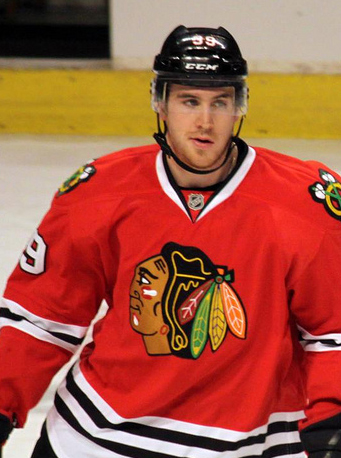
Hayes im Trikot der Chicago Blackhawks (2012).

Hayes begann seine Karriere als Eishockeyspieler im USA Hockey National Team Development Program, für das er von 2006 bis 2008 in der Juniorenliga North American Hockey League aktiv war. Die Saison 2007/08 beendete er allerdings bei den Lincoln Stars aus der konkurrierenden Juniorenliga United States Hockey League. Anschließend wurde der Flügelspieler im NHL Entry Draft 2008 in der zweiten Runde als insgesamt 60. Spieler von den Toronto Maple Leafs ausgewählt, für die er allerdings nie spielte. Stattdessen besuchte er von 2008 bis 2011 das Boston College, für dessen Eishockeymannschaft er parallel in der National Collegiate Athletic Association spielte. Mit dem Boston College gewann er 2010 die NCAA-Meisterschaft sowie in den Jahren 2010 und 2011 die Meisterschaft der Hockey East.
Im Juni 2010 wurde Hayes von den Toronto Maple Leafs im Tausch gegen ein Zweitrundenwahlrecht für den NHL Entry Draft 2010 an die Chicago Blackhawks abgegeben, für deren Farmteam Rockford IceHogs er gegen Ende der Saison 2010/11 sein Debüt im professionellen Eishockey gab, als er in sieben Spielen in der American Hockey League auf dem Eis stand. In der Saison 2011/12 lief der US-Amerikaner erstmals für die Chicago Blackhawks in der National Hockey League auf, für die er in seinem Rookiejahr in insgesamt 33 Spielen fünf Tore und vier Vorlagen erzielte.
Im November 2013 wurde Hayes von Chicago gemeinsam mit Dylan Olsen zu den Florida Panthers transferiert, die dafür ihrerseits Kris Versteeg sowie Philippe Lefebvre abgaben. Nach zwei Jahren in Florida wechselte er zu den Boston Bruins, die ihrerseits Reilly Smith und Marc Savard nach Florida schickten.
Im Juli 2017 bezahlten ihm die Bruins sein verbleibendes Vertragsjahr aus (buy-out), sodass er sich fortan auf der Suche nach einem neuen Arbeitgeber befand, ehe er im August 2017 auf Probe von den New Jersey Devils unter Vertrag genommen wurde. Diese statteten ihn wenig später mit einem festen Vertrag aus. Dieser wurde nach der Saison 2017/18 nicht verlängert, sodass er sich im Juli 2018 als Free Agent den Pittsburgh Penguins anschloss. Dort kam er im Saisonverlauf jedoch ausschließlich für das Farmteam Wilkes-Barre/Scranton Penguins zu Einsätzen. Nach der Spielzeit wurde sein auslaufender Vertrag im Sommer 2019 nicht verlängert und er fand auch in der Folge keinen neuen Arbeitgeber.
Hayes verstarb im August 2021 im Alter von 31 Jahren in seiner Wahlheimat Milton im Bundesstaat Massachusetts. Ursächlich für den Tod war Drogenmissbrauch.

### International
Für die USA nahm Hayes an der U18-Junioren-Weltmeisterschaft 2007 sowie der U20-Junioren-Weltmeisterschaft 2009 teil. Bei der U18-Junioren-Weltmeisterschaft 2007 gewann der Stürmer mit seiner Mannschaft die Silbermedaille. Die Welttitelkämpfe im U20-Juniorenbereich beendete er mit der Juniorenauswahl auf dem fünften Platz. Im Seniorenbereich debütierte Hayes bei der Weltmeisterschaft 2014 und kam dabei auf acht Einsätze. Dabei bereitete er ein Tor vor und belegte mit den US-Amerikanern den sechsten Rang im Abschlussklassement.

## Erfolge und Auszeichnungen
- 2010 Lamoriello-Trophy-Gewinn mit dem Boston College
- 2010 NCAA-Division-I-Championship mit dem Boston College
- 2011 Lamoriello-Trophy-Gewinn mit dem Boston College

### International
- 2006 Silbermedaille beim Ivan Hlinka Memorial Tournament
- 2007 Silbermedaille bei der U18-Junioren-Weltmeisterschaft

## Karrierestatistik

### International
Vertrat die USA bei:
- Ivan Hlinka Memorial Tournament 2006
- U18-Junioren-Weltmeisterschaft 2007
- U20-Junioren-Weltmeisterschaft 2009
- Weltmeisterschaft 2014

(Legende zur Spielerstatistik: Sp oder GP = absolvierte Spiele; T oder G = erzielte Tore; V oder A = erzielte Assists; Pkt oder Pts = erzielte Scorerpunkte; SM oder PIM = erhaltene Strafminuten; +/− = Plus/Minus-Bilanz; PP = erzielte Überzahltore; SH = erzielte Unterzahltore; GW = erzielte Siegtore; 1 Play-downs/Relegation; Kursiv: Statistik nicht vollständig)